# Station Goświnowice
Station Goświnowice is een spoorwegstation in de Poolse plaats Goświnowice.